# Tony Bancroft
Anthony Bancroft ou Tony Bancroft est un animateur et réalisateur américain ayant travaillé au sein des studios Disney.

## Biographie
Tony Bancroft a rejoint les studios Disney en 1989 comme animateur. Son premier crédit est sur Roller Coaster Rabbit (1990) un court métrage mettant en scène Roger Rabbit
Il poursuit comme animateur principal sur plusieurs personnages tels que Cogsworth/Big Ben dans La Belle et la Bête, Iago dans Aladdin et Pumbaa dans Le Roi lion.
Il est ensuite nommé coréalisateur du long métrage Mulan (1994) tandis que son frère jumeau Tom était l'animateur superviseur du personnage de Mushu.
En 2001, il fonde avec deux partenaires son propre studio nommé Toonacious Family Entertainment

## Filmographie

### Comme animateur
- 1990 : Roller Coaster Rabbit, assistant
- 1990 : Bernard et Bianca au pays des kangourous, assistant animateur
- 1991 : La Belle et la Bête animateur: "Cogsworth/Big Ben"
- 1992 : Aladdin, animateur: "Iago"
- 1994 : Le Roi lion, supervising animateur: "Pumbaa"
- 1996 : Le Bossu de Notre-Dame, animateur additionnel
- 2000 : Kuzco, l'empereur mégalo, supervising animateur: "Kronk"
- 2002 : Stuart Little 2, animation superviseur
- 2004 : La ferme se rebelle, animateur : "Maggie"
- 2004 : Un par un, animateur
- 2008 : Wild About Safety: Timon and Pumbaa's Safety Smart at Home

### Comme réalisateur
- 1998 : Mulan co-réalisateur avec Barry Cook
- 2003 : Love Thy Neighbor
- 2003 : All Hands on Deck
- 2017 : Animal Crackers réalisateur avec Scott Christian Sava et Jaime Maestro